# 下層社会
下層社会（かそうしゃかい）は、東京などといった都市部に貧民である下層によって形成されている社会。デジタル大辞泉では下層階級に属する人々によって構成される社会と解説されている 。
明治時代以降に居住の自由が認められてから、東京などといった都市部に農村から移住してきた貧民が木賃宿や長屋に住み着き、そういった人々で構成される地区が下層社会などと呼ばれた。下層社会に住む人々の大半は肉体労働、行商、屑拾いなどといった不安定な業務で生計を立てていた。また家長のみの労働では生計を成り立たせきれず妻や子供も労働に従事することとなっていた家庭が多かった。そんな下層社会の中で育った子供の中にも平等に教授できる教育の権利を活かす事によって上級学校に進学し上の階級へと移行する者も存在していた。